# Dolní Poustevna
Dolní Poustevna (německy Niedereinsiedel) je město v okrese Děčín, v západní části Šluknovského výběžku. Žije v ní přibližně 1 700 obyvatel. Sídlištně navazuje na německé město Sebnitz a je ze dvou stran obklopeno německým územím. Dolní Poustevna se dělí na pět částí: Dolní Poustevna, Horní Poustevna, Karlín, Marketa a Nová Víska.

## Historie
První písemná zmínka o obci pochází z roku 1241. V tomto roce potvrdil král Václav I. hraniční listinu biskupství míšeňského a Horní Lužice. V listině je prvně uvedeno místo, kde později vznikla ves Poustevna a uvádí, že v těchto končinách bydlíval poustevník podle něhož dostala osada jméno.
V roce 1918 povýšil císař Karel I. ves Dolní Poustevnu na město. V roce 1921 bylo ve městě 297 domů a 3066 obyvatel (313 Čechů, 2561 Němců).
V letech 1938 až 1945 byla Dolní Poustevna v důsledku uzavření Mnichovské dohody přičleněna k nacistickému Německu.

## Obyvatelstvo
|                                                                                                  | 1869 | 1880  | 1890  | 1900  | 1910  | 1921  | 1930  | 1950  | 1961  | 1970  | 1980  | 1991  | 2001  | 2011  |
| ------------------------------------------------------------------------------------------------ | ---- | ----- | ----- | ----- | ----- | ----- | ----- | ----- | ----- | ----- | ----- | ----- | ----- | ----- |
| Obyvatelé                                                                                        | 982  | 1 204 | 1 516 | 2 120 | 3 595 | 3 066 | 3 162 | 1 242 | 1 254 | 1 384 | 1 409 | 1 333 | 1 552 | 1 430 |
| Domy                                                                                             | 119  | 142   | 157   | 206   | 292   | 297   | 344   | 347   | 399   | 233   | 223   | 248   | 278   | 296   |
| Data z roku 1961 zahrnují i domy z místních částí Horní Poustevna, Karlín, Marketa a Nová Víska. |      |       |       |       |       |       |       |       |       |       |       |       |       |       |

## Doprava
Městem vede silnice II/267 a železniční trať Rumburk–Sebnitz se stanicí Dolní Poustevna.

## Pamětihodnosti
- sousoší Piety
- venkovská usedlost čp. 36

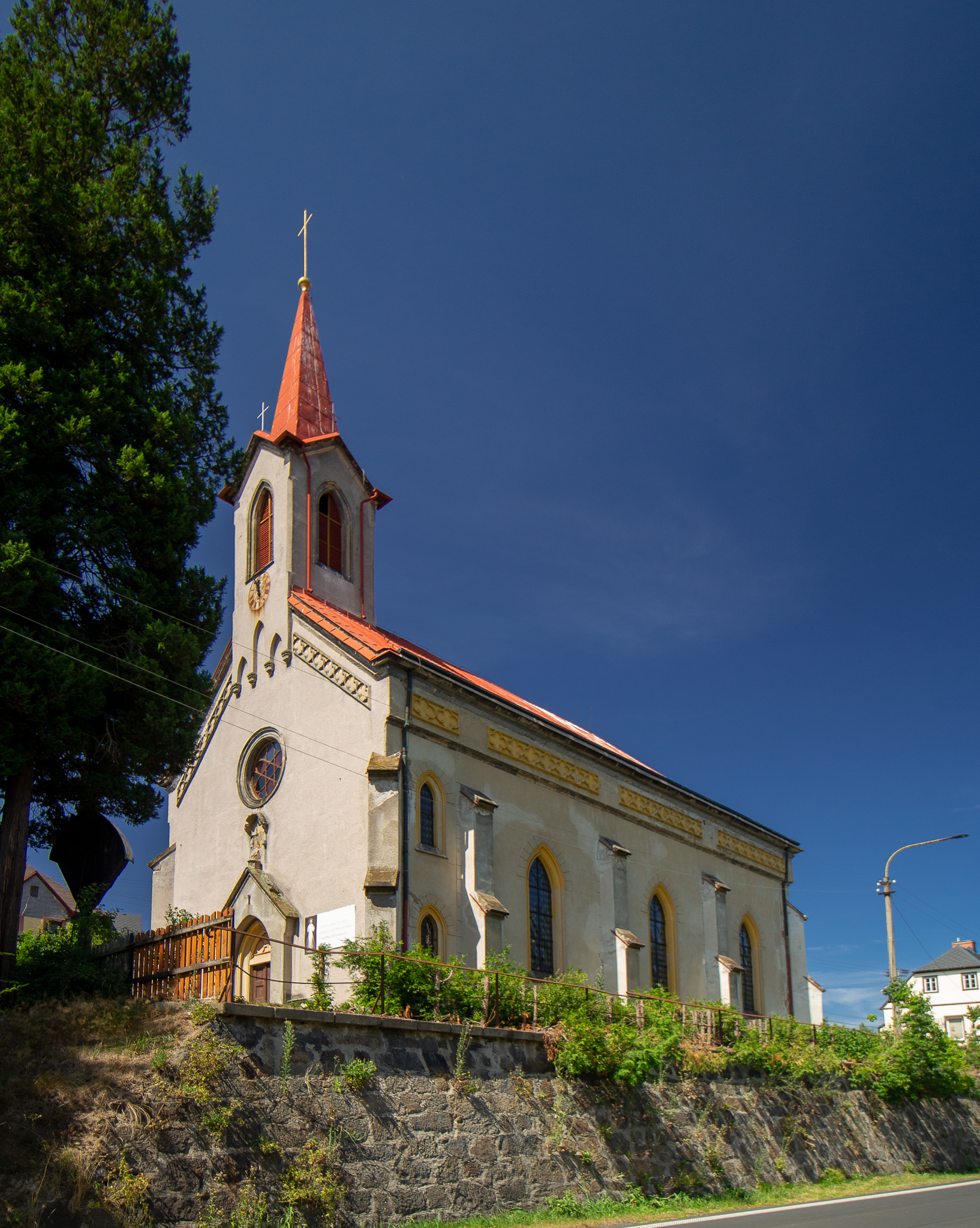
Kostel svatého Michaela archanděla

- kostel svatého Michaela archanděla
- evangelický kostel stavěný v letech 1936–1945 podle projektu Franze Radetzky, dokončený v letech 2002–2009[8]
- hřbitovní kaple
- bývalá tvrz

## Dolní Poustevna ve filmu
V roce 2007 v Dolní Poustevně natočil režisér Martin Dušek společně s Ondřejem Provazníkem celovečerní dokument Dolní Poustevna, das ist Paradies. Tento režijní debut českolipského rodáka a absolventa pražské FAMU byl v roce 2007 oceněn na festivalu dokumentárních filmů v Jihlavě  jako nejlepší český dokumentární film roku 2007. O rok později byl film uveden na 31. filmovém festivalu v Göteborgu.